# 阳波
阳波（1980年5月—），男，汉族，清华大学水利水电建筑工程学士,建设项目管理方向博士，斯坦福大学土木与环境工程系访问学者。中华人民共和国政治人物。曾任北京市房山区区长。现任房山区委书记。

## 生平
曾任清华大学团委副书记，当时清华大学党委书记是陈希。